# Phoradendron gracilicarpum
Phoradendron gracilicarpum är en sandelträdsväxtart som beskrevs av Kuijt. Phoradendron gracilicarpum ingår i släktet Phoradendron och familjen sandelträdsväxter. Inga underarter finns listade i Catalogue of Life.